# Граб Турчанинова
Граб Турчанинова (лат. Carpinus turczaninowii или turczaninovii) — вид лиственных деревьев из рода Граб (Carpinus) семейства Берёзовые (Betulaceae). Вид назван в честь русского ботаника Николая Степановича Турчанинова.
Культивируется с 1894 года. На территории России неизвестен.

## Название вида
Вид описан Г. Ф. Хансом по экземпляру, собранному с холмов к западу от Пекина в августе 1865 года, и назван им в честь русского ботаника Николая Степановича Турчанинова, при этом Г. Ф. Ханс отметил, что до него это растение было зарегистрировано К. И. Максимовичем в его Index Florae Pekinensis по материалам коллекции Турчанинова, что повлияло на выбор названия.

## Распространение и экология
В природе ареал вида охватывает Китай, Корею и Японию.
Произрастает в горных лесах, на высоте 500—2400 метров.

## Ботаническое описание
Дерево высотой до 10—15 м. Кора тёмно-серая. Ветки и черешки листьев войлочно-опушённые.
Листья яйцевидные, иногда овально-ланцетные, длиной 2—6 см, в основании округлые, снизу волосистые по жилкам и с бородками в их пазухах.
Пестичные серёжки длиной 3—6 см, поникающие. Прицветные чешуи полуовальные, острые или тупые, выемчато-зубчатые по одной стороне и с одним—тремя мелкими зубцами у верхушки, с очень маленькой лопастью — по другой.
Плод — железисто-точечный орешек.

## Таксономия
Вид Граб Турчанинова входит в род Граб (Carpinus) подсемейства Лещиновые (Coryloideae) семейства Берёзовые (Betulaceae) порядка Букоцветные (Fagales).
|  |                                      |  |                                                             |                                                             |                     |  | ещё 7 семейств (согласно Системе APG II) | ещё 7 семейств (согласно Системе APG II)                   |                                                            |  |  |  | ещё 3 рода   | ещё 3 рода           |  |  |
|  |                                      |  |                                                             |                                                             |                     |  | ещё 7 семейств (согласно Системе APG II) | ещё 7 семейств (согласно Системе APG II)                   |                                                            |  |  |  | ещё 3 рода   | ещё 3 рода           |  |  |
|  |                                      |  |                                                             | порядок Букоцветные                                         |                     |  |                                          |                                                            | подсемейство Лещиновые                                     |  |  |  |              | вид Граб Турчанинова |  |  |
|  |                                      |  |                                                             | порядок Букоцветные                                         |                     |  |                                          |                                                            | подсемейство Лещиновые                                     |  |  |  |              | вид Граб Турчанинова |  |  |
|  | отдел Цветковые, или Покрытосеменные |  |                                                             |                                                             | семейство Берёзовые |  |                                          |                                                            | род Граб                                                   |  |  |  |              |                      |  |  |
|  | отдел Цветковые, или Покрытосеменные |  |                                                             |                                                             |                     |  |                                          |                                                            |                                                            |  |  |  |              |                      |  |  |
|  |                                      |  | ещё 44 порядка цветковых растений (согласно Системе APG II) | ещё 44 порядка цветковых растений (согласно Системе APG II) |                     |  |                                          | ещё одно подсемейство, Берёзовые (согласно Системе APG II) | ещё одно подсемейство, Берёзовые (согласно Системе APG II) |  |  |  | ещё 40 видов |                      |  |  |
|  |                                      |  |                                                             | ещё 44 порядка цветковых растений (согласно Системе APG II) |                     |  |                                          |                                                            | ещё одно подсемейство, Берёзовые (согласно Системе APG II) |  |  |  |              |                      |  |  |